# Aniano Guembe Mañeru
Aniano Guembe Mañeru (Obanos, Navarra, 22 de noviembre de 1954) es un exfutbolista español que se desempeñaba como defensa.

## Biografía
Estudió en Obanos y posteriormente en Pamplona, en la Escuela Profesional de los Salesianos.
Su posición en el campo era de defensa central. Con su 1,90 m de estatura  y su pundonor ofrecía gran resistencia a los jugadores rivales para evitar que penetraran en su área defensiva.
Se inició en el fútbol en equipos locales: Salesianos (1968-1972) y Oberena (1972-1974).
En 1974 se trasladó a Madrid, para jugar en el Real Madrid Castilla C.F.
Después de jugar en la U.E. Lleida, regresó a Navarra, para jugar en varios equipos navarros y riojanos: Corellano, Calahorra y en el SCD Infanzones, el equipo de Obanos donde se retiró.

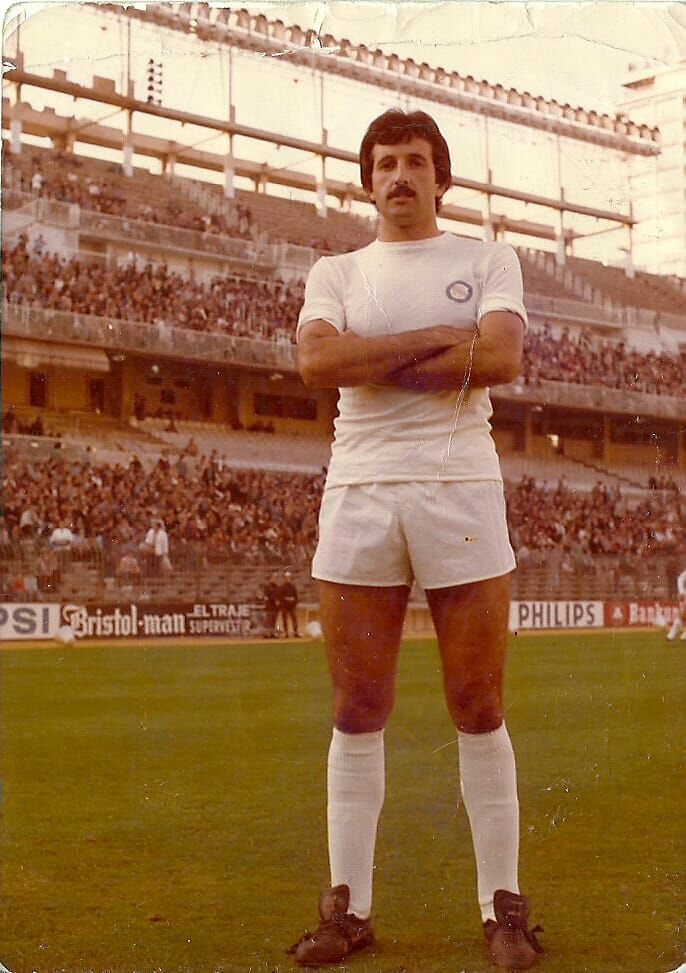
Aniano, jugador del Castilla, C.F.

## Clubes
| Club                       | País   | Año       |
| -------------------------- | ------ | --------- |
| Salesianos                 | España | 1968-1972 |
| Oberena                    | España | 1972-1974 |
| Real Madrid Castilla C. F. | España | 1974-1979 |
| Unió Esportiva Lleida      | España | 1979-1983 |